# فاوستو أوليفاريس
فاوستو أوليفاريس بالاسيوس ولد سنة 1940- وتوفي في عام 1995 رسام أندلسي ولد في جيان و درس الفنون الجميلة في مدريد . سافر إلى باريس ومدن أخرى في أوروبا قبل أن يعود إلى جيان في عام 1966، حيث قام بتدريس الرسم والتصوير في مدرسة الفنون والحرف (الآن مدرسة الفنون جوزيف نوغي) حيث عمل لاحقًا كمدير.
وفي عام 1981 ترك نشاطه التدريسي ليواصل مهنته الفنية إلى عرض أعماله في العديد من المدن في إسبانيا وأوروبا.
فرانسواز جيراردان، أنجب ثلاثة أبناء: فاوستو وخايمي وإفرين.
توفي في مسقط رأسه في مايو 1995.
يوجد متحف Atelier-Museum Fausto Olivares في فرنسا. في عام 2010 وبمناسبة الذكرى السبعين لميلاد زوجها، نشرت فرانسواز جيراردان عملا باللغة الفرنسية: استحضارات زوجي فاوستو أوليفاريس الرسام .

## تحية
- أنشأ La Peña Flamenca de Jaén مسابقة: مسابقة الرسم والتلوين Flamenco Fausto Olivares [1]
- اتخذت قاعة المعارض في مدرسة الفنون جوزيف نوغي اسم معرض فاوستو أوليفاريس للفنون [2]
- يُطلق على أحد شوارع مدينة جيان اسم رسام فاوستو أوليفاريس . [3]